# 레고 배트맨
레고 배트맨(Lego Batman)은 DC 코믹스의 슈퍼히어로 캐릭터 배트맨을 소재로 한 레고 제품군이다. 2006년 첫 제품이 출시되었으며, 2008년 단종되었다가 2012년 다른 DC 코믹스 캐릭터들과 함께 DC 슈퍼 히어로즈의 하위 시리즈로 재출시되었다.

## 게임판
- 레고 배트맨: 더 비디오게임(2008)
- 레고 배트맨 2: DC 슈퍼 히어로즈(2012)
- 레고 배트맨 3: 비욘드 고담(2014)

## 영상화
- 레고 배트맨: DC 슈퍼 히어로즈 유나이티드(2013)
- 레고 배트맨: 배트맨 비리거드(2014)
- 레고 배트맨 무비(2017)